# Hans Elwenspoek
Hans Elwenspoek (* 8. Juli 1910 in Köthen; † 13. Januar 1989 in Bonn) war ein deutscher Schauspieler.

## Leben
Hans Elwenspoek war das älteste Kind des Regisseurs, Schauspielers und Theaterintendanten Curt Elwenspoek und dessen erster Ehefrau Lotte Hirschberg (geb. Rübsam). Nach Abschluss der Schule erhielt er seine schauspielerische Ausbildung in Berlin bei Ernst Legal.
Er gab sein Debüt 1930 an der Württembergischen Landesbühne Esslingen. Ab der Spielzeit 1930/31 war er an der „Württembergischen Volksbühne“ in Stuttgart engagiert. Im November 1930 gastierte er mit dem Ensemble der Württembergischen Volksbühne in dem Volksstück Flieg, Adler von Tirol! von Fred Angermayer, in dem er als ausgewiesener Bursche „eine kleine, aber feine Leistung“ bot, am Stadttheater Biberach. Im Januar 1932 gastierte er mit dem Ensemble der Württembergischen Volksbühne als Voigts „Spießgeselle“ Kalle und als Kleiderhändler Krakauer in Carl Zuckmayers Schauspiel Der Hauptmann von Köpenick erneut am Stadttheater Biberach. Im Mai 1932 gastierte er als Korporal Müller neben Alfred Schieske [als Schlagenhauff] in Walter Erich Schäfers Schauspiel Der 18. Oktober am Stadttheater Biberach und am Stadttheater Bregenz. Im Juni 1932 spielte er den Spiegelberg in Die Räuber bei einer Freilichtaufführung auf dem Stuttgarter Killesberg. Im August 1932 folgte beim Stuttgarter Freilichttheater die Rolle des „Mondschein“ [= Schlucker] in Ein Sommernachtstraum. In der Spielzeit 1932/33 folgte die Rolle des Brackenburg in Egmont. Im August 1933 spielte er den Narr in Was ihr wollt beim Stuttgarter Freilichttheater im Bopferwald. Im Mai 1934 gastierte er mit dem Ensemble der Württembergischen Volksbühne als Hermias Vater in Ein Sommernachtstraum am Stadttheater Biberach. Im August 1934 war er „faszinierend und voll schauspielerischer Klugheit“ als Spiegelberg in Die Räuber beim Freilichttheater Stuttgart im Bopferwald zu sehen.
Anschließend folgte ein Festengagement am Landestheater Schneidemühl, wo er in der Spielzeit 1937/38 als „Hilfsspielleiter des Schauspiels“ und als Schauspieler engagiert war. In der Spielzeit 1939/40 war er am Stadttheater Bremerhaven als Spielleiter und Schauspieler verpflichtet.
Nach dem Zweiten Weltkrieg setzte Elwenspoek seine Theaterkarriere fort. Ab 1946 war er als Spielleiter und Schauspieler wieder am Stadttheater Bremerhaven engagiert. 1948 inszenierte er am Stadttheater Bremerhaven die norddeutsche Erstaufführung des Kriminalstücks Nebel von Hans Schweikart. Ab 1950 war er als Spielleiter und Regisseur beim Bayerischen Rundfunk in München tätig. Im August 1962 spielte er an den Städtischen Bühnen Frankfurt in einer Neuinszenierung des Datterich den Bennelbächer, an der S. von Joseph Offenbach (als Datterich) und Liesel Christ (als Schankkellnerin Lisette). In der Spielzeit 1965/66 war er am „Theater der Altstadt“ in Stuttgart engagiert. Im März 1967 übernahm er am Deutschen Theater München die Rolle des Polizeichefs Mr. Holmes in der Uraufführung des Musicals Charley's Tante von Ralph Maria Siegel. In der Spielzeit 1968/69 war er an der Kleinen Komödie in München engagiert. In der Spielzeit 1969/70 gastierte er am Grenzlandtheater Aachen. 1971 trat er bei den Ruhrfestspielen Recklinghausen auf. In den Jahren 1972 und 1973 gastierte er bei den Burgfestspielen Jagsthausen. Ab der Spielzeit 1972/73 war er bis zum Ende der Spielzeit 1977/78 am Grenzlandtheater Aachen verpflichtet. In der Spielzeit 1974/75 trat er, mit Hannelore Schroth als Partnerin, am Hebbel-Theater in Berlin als Papst Albert IV. in der Komödie Der Tag, an dem der Papst gekidnappt wurde von João Bethencourt auf. In der Spielzeit 1975/76 gastierte er in der Komödie am Kurfürstendamm unter der Regie von Wolfgang Spier in der Komödie Festival für einen Gauner von Marc-Gilbert Sauvajon. Ab der Spielzeit 1975/76 war er für mehrere Spielzeiten an der Komödie Frankfurt engagiert. In der Spielzeit 1976/77 war er außerdem am Theater Die Kleine Freiheit in München engagiert. In der Spielzeit 1977/78 folgte ein Engagement an der Kleinen Komödie am Max II in München. Im Juli 1978 gastierte er am Volkstheater Frankfurt als „Der alte Knie“ in einer Neuinszenierung von Carl Zuckmayers Schauspiel Katharina Knie, bei dem Walter Flamme als Clown Julius Schmittolini und Liesel Christ als „Bibbo“ seine Partner waren, auf der Bühne im Dominikanerkloster Frankfurt am Main. In der Spielzeit 1978/79 war er ebenfalls wieder am Volkstheater Frankfurt verpflichtet. Seine letzten Engagements hatte er in der Spielzeit 1988/89 am Schauspiel Bonn und am Volkstheater Frankfurt. Im Verlauf seiner Karrierte gastierte er außerdem an der Komödie Düsseldorf.
Zahlreiche Rollen spielte Elwenspoek auch bei Tournee-Inszenierungen, wo u. a. Wolfgang Reichmann in Fuhrmann Henschel, Elfriede Kuzmany in Der Sturm, Dietmar Schönherr in Marat/Sade sowie Gerlinde Locker und Alexander Kerst in Candida von George Bernard Shaw seine Partner waren. In der Spielzeit 1976/77 war er bei der „Berliner Tournee Erich Kuhnen GmbH“ engagiert. In seinen letzten Bühnenjahren war er mehrfach in Tournee-Inszenierungen der „Münchner Schauspielbühne“ zu sehen, so in der Saison 1981/82 als Graf von Shrewsbury in Maria Stuart (mit Ellen Schwiers, Maria Caleita, Friedrich Joloff, Gerd Seid und Hertha von Walther als Partnern) und in der Saison 1982/83 als Coulmier in Marat/Sade (mit Wolfgang Schwarz und Hartmut Reck als Partnern).
In der Spielzeit 1983/84 war er am Frankfurter Volkstheater in der Rolle des Rentners Bourcy in dem musikalischen Schwank Ein Tag in Paris (Regie: Wolfgang Kaus) noch einmal an der S. seiner langjährigen Bühnenpartnerin Liesel Christ zu sehen. 1984 spielte er beim Boulevard-Theater im Künstlerhaus München den verwitweten Dachdeckermeister Nikolaj Michailowitsch Tschmutin in der Komödie Einmal Moskau und zurück von Alexander Galin. In der Spielzeit 1984/85 war er am Volkstheater Frankfurt als Rentier Krüger in Der Biberpelz zu sehen. In der Spielzeit 1985/86 trat er am Volkstheater Frankfurt als Major a. D. Karl Rehbein in Ludwig Thomas Komödie Die Lokalbahn auf.
Elwenspoek wirkte seit den 1950er Jahren in zahlreichen Filmen mit, wo er meist eher unsympathische oder komische Wirte, Militärpersonen, Köche, Pfarrer, Portiers, Richter oder auch Kriminalbeamte darstellte. In den 1950er Jahren spielte er in Nebenrollen in mehreren damals sehr erfolgreichen Märchenfilmen wie Zwerg Nase (1953, als Oberküchenmeister), Die goldene Gans (1953, als Bürgermeister) und Tischlein deck dich (1956, als Wirt, an der S. von Margarete Henning-Roth als Wirtin).
Er wirkte in Nebenrollen außerdem in der Literaturverfilmung Der Schinderhannes (1958), in dem Anti-Kriegsfilm Die Brücke (1959, als Ortsgruppenleiter Forst), in Musikfilmen wie Wenn man baden geht auf Teneriffa (1964, mit Peter Kraus), in einigen Streifen des sog. „Neuen Deutschen Films“ wie Jagdszenen aus Niederbayern (1969, als Pfarrer) und in der Kriminalkomödie MitGift (1976, als Senator Mellinski an der S. von Nora Minor) mit.
Für das Fernsehen arbeitete er seit den ersten Versuchssendungen im Jahre 1954. Er wirkte in zahlreichen Fernsehfilmen, Fernsehspielen und Fernsehserien mit. Er war, teilweise mehrfach, in den TV-Krimiserien Der Kommissar, Derrick und Der Alte zu sehen. Von 1969 bis 1971 spielte er neben Lilo Hartmann die männliche Hauptrolle in der neunteiligen Fernsehserie Familie Bergmann, die das Alltagsleben einer Familie in der DDR schilderte. Seine letzte Fernsehrolle hatte er als 74-jähriger Witwer Matz Uhl, der mit Tochter, Schwiegersohn und Enkelin in seinem sanierungsbedürftigen „Häuschen“ in St. Ingbert lebt, in dem Fernsehfilm Die Buddik (1983).
Viele Jahre hatte er beim Bayerischen Rundfunk ein festes Engagement als Sprecher und wirkte dort in zahlreichen Hörspielen mit.
Elwenspoek war verheiratet. Er lebte zuletzt in Geretsried im Landkreis Bad Tölz-Wolfratshausen. Er wurde auf dem Friedhof von Waldram, einen Gemeindeteil der oberbayerischen Stadt Wolfratshausen, nahe des Starnberger Sees beigesetzt.

## Filmografie
- 1952: Nachts auf den Straßen
- 1953: Zwerg Nase
- 1953: Der unsterbliche Lump
- 1953: Der letzte Walzer
- 1953: Die goldene Gans
- 1954: Das geteilte Herz (The Divided Heart)
- 1954: 08/15
- 1955: Verrat an Deutschland
- 1955: Frauen um Richard Wagner
- 1955: 08/15 Zweiter Teil
- 1956: Das alte Försterhaus
- 1956: Tischlein deck dich
- 1958: Alle Sünden dieser Erde
- 1958: Der kaukasische Kreidekreis
- 1958: Der Schinderhannes
- 1959: Die Brücke
- 1959: Heimat – Deine Lieder
- 1959: Die Wahrheit über Rosemarie
- 1960: Der Schleier fiel…
- 1960: Schatten der Helden
- 1960: Der Held meiner Träume
- 1960: Brücke des Schicksals
- 1960: Die Nachbarskinder (Fernsehfilm)
- 1960: Der Hauptmann von Köpenick
- 1960: Kai aus der Kiste (Fernsehfilm)
- 1961: Die Firma Hesselbach: Der Anbau (Fernsehserie, eine Folge)
- 1961: Onkel Harry (Fernsehfilm)
- 1961: Barbara
- 1961: Sansibar oder Der letzte Grund (Fernsehfilm)
- 1962: Leben des Galilei
- 1963: Und wenn der ganze Schnee verbrennt
- 1963: Den Tod in der Hand (Fernsehfilm)
- 1963: Das Kriminalmuseum: Die Frau im Nerz (Fernsehserie, eine Folge)
- 1963–1965: Schwäbische Geschichten (Fernsehserie, 9 Folgen)
- 1964: Der Chef wünscht keine Zeugen
- 1964: Das Kriminalmuseum: Der Füllfederhalter (Fernsehserie, eine Folge)
- 1964: Die Verbrecher (Fernsehfilm)
- 1964: Wenn man baden geht auf Teneriffa
- 1964: Kommissar Freytag: Damals in Leverkusen (Fernsehserie, eine Folge)
- 1964: Der Seitensprung (Fernsehfilm)
- 1966: Portrait eines Helden (Fernsehfilm)
- 1966: Der Nachtkurier meldet: Selbstmord ausgeschlossen (Fernsehserie, eine Folge)
- 1966: Conan Doyle und der Fall Edalji (Fernsehfilm)
- 1966: Siebzehn Jahr, blondes Haar
- 1967: Der Tod läuft hinterher (TV-Mehrteiler, eine Folge)
- 1967–1968: Landarzt Dr. Brock (Fernsehserie, 7 Folgen)
- 1968: Die letzte Rechnung zahlst du selbst (Al di là della legge)
- 1968: Zieh dich aus, Puppe
- 1968: Madame Legros (Fernsehfilm)
- 1969: Jagdszenen aus Niederbayern
- 1969: Michael Kohlhaas
- 1969: Herzblatt oder Wie sag ich’s meiner Tochter?
- 1969: Ehepaar sucht gleichgesinntes
- 1969: Die Hupe – Eine Schülerzeitung (Fernsehserie, 13 Folgen)
- 1969–1971: Familie Bergmann (Fernsehserie, 9 Folgen)
- 1970: Ständig in Angst (Hauser's Memory)
- 1970: Der Kommissar: Tod einer Zeugin (Fernsehserie, eine Folge)
- 1971: Tatort: Frankfurter Gold (Fernsehreihe)
- 1971: Olympia – Olympia (Fernsehfilm)
- 1971: Paragraph 218 – Wir haben abgetrieben, Herr Staatsanwalt
- 1971: Schüler-Report
- 1972: Scheidung auf musikalisch (Fernsehfilm)
- 1973: Was Schulmädchen verschweigen
- 1973: Der Kommissar: Ein Mädchen nachts auf der Straße (Fernsehserie, eine Folge)
- 1973: Die Reise nach Mallorca (TV-Mehrteiler)
- 1974: Die Eltern (Fernsehfilm)
- 1974: Die großen Detektive: Das Zeichen der Vier (Fernsehserie, eine Folge)
- 1976: MitGift
- 1976: Derrick: Ein unbegreiflicher Typ (Fernsehserie, eine Folge)
- 1976: Derrick: Das Bordfest (Fernsehserie, eine Folge)
- 1977: Das Biest (Fernsehfilm)
- 1979: Die Protokolle des Herrn M.: Mit gezinkten Karten (Fernsehserie, eine Folge)
- 1979: Geldsorgen (Fernsehfilm)
- 1979: Liebe, Tod und Heringshäppchen (Fernsehfilm)
- 1979: Der Alte: Die Lüge (Fernsehserie, eine Folge)
- 1980: Kein Geld für einen Toten (Fernsehfilm)
- 1980: Luftwaffenhelfer (Fernsehfilm)
- 1982: Vivatgasse 7 (Fernsehserie, 7 Folgen)
- 1983: Die Buddik (Fernsehfilm)

## Hörspiele
- 1953: Max Rohrer, Hanns Deininger: Die Posaunenkomödie (Hartl) – Regie: Peter Glas (Hörspielbearbeitung, Mundart-Hörspiel – BR)
- 1958: Wilhelm Meyer-Förster: Seinerzeit ausverkauft: Alt-Heidelberg (Rüder, Gastwirt) – Regie: Heinz-Günter Stamm (Hörspielbearbeitung – BR)
- 1959: Walther Franke-Ruta: Kleinpaul entdeckt einen Tizian (Kleinpaul) – Regie: Peter Arthur Stiller (Hörspiel – SR)
- 1961: Georges Simenon: Maigret und sein Revolver (Grimal) – Regie: Heinz-Günter Stamm (Hörspielbearbeitung, Kriminalhörspiel – BR)
- 1963–65: Robert Stromberger: Bei uns daheim. Aus dem Leben einer hessischen Familie (3 Folgen) (div. Rollen) – Regie: Robert Stromberger (Original-Hörspiel, Mundart-Hörspiel – HR)
- 1964: Wolfgang Ecke: Natascha und die Diebe. nach einer altrussischen Geschichte – Regie: Jan Alverdes (Original-Hörspiel, Kinderhörspiel – BR)
- 1964: Hans Daiber: Wenn der Chef bei Nacht regiert. Eine Funkerzählung für drei Stimmen (Mafalder, der Nachtportier) – Regie: Gerlach Fiedler (Original-Hörspiel – RB)
- 1964: Heinrich Rüthlein: Der Glasschrank. Ein Schwank in heimatlicher Mundart (Herr Speckberger) – Regie: Robert Stromberger (HR)
- 1967: Ion Luca Caragiale: Herr Lefter und die beiden Lose (Turtureanu) – Regie: Curt Goetz-Pflug (Hörspielbearbeitung – SFB)
- 1967: Robert Stromberger: Aus dem Alltag einer schwäbischen Familie: Der verirrte Wanderer – Regie: Robert Stromberger (Original-Hörspiel, Mundart-Hörspiel – SDR)
- 1968: Gina Ruck-Pauquèt: Joschko (2. und 3. Teil) – Regie: Jan Alverdes (Hörspielbearbeitung, Kinderhörspiel – BR)
- 1969: Henrik Ibsen: Peer Gynt – Regie: Heinz-Günter Stamm (Hörspielbearbeitung – BR)
- 1970: Jitka Henryková: Das Netz – Regie: Otto Kurth (Hörspiel – BR)
- 1981: Lion Feuchtwanger: Begegnungen mit dem Judentum: Jud Süß (2. und 3. Teil) (Bilfinger/Bühler) – Regie: Hartmut Kirste (Hörspielbearbeitung – SWF/SR)